# 大人の夏景色
「大人の夏景色」（おとなのなつげしき）は、2007年7月4日にリリースされた稲垣潤一45枚目のシングル。（規格品番：UICZ-5032）

## 解説
「花王ソフィーナUVカットミルク」2007年CMソング。稲垣にとって、5年振りのシングル。USM JAPAN（現・ユニバーサル ストラテジック マーケティング ジャパン）移籍第一弾シングル。近作ベスト・アルバム、「Rainy Voice 〜greatest hits & mellow pop〜」 では44枚目のシングルとして紹介されているが、1991年発売CDシングル「1ダースの言い訳/April」（事実上、再発盤）を1枚としてカウントしていない為。

## 収録曲
1. 大人の夏景色
  - 作詞:山田奈奈/jam、作曲:三井誠、編曲:CHOKKAKU
2. こんなにも愛してた
  - 作詞・作曲:古内東子、編曲:坂本昌之
3. ヒトリゴト
  - 作詞:山田ひろし、作曲:谷本新、編曲:坂本昌之
4. 大人の夏景色 (Instrumental)
  - 作詞:山田奈奈/jam、作曲:三井誠、編曲:CHOKKAKU